# Gaius Clodius Nummus
Gaius Clodius Nummus (vollständige Namensform Gaius Clodius Gai filius Maecia Nummus) war ein im 2. Jahrhundert n. Chr. lebender römischer Politiker.
Durch eine Inschrift, die in Ephesus gefunden wurde, ist nachgewiesen, dass Nummus Tribunus legionis in der Legio XIII Gemina, Xvir stlitibus iudicandis und Quaestor in der Provinz Asia war.
Durch zwei Militärdiplome, die auf den 3./4. Mai 114 und den 19. Juli 114 datiert sind, ist belegt, dass Nummus 114 zusammen mit Lucius Caesennius Sospes Suffektkonsul war; die beiden übten das Amt vom 1. Mai bis zum 31. August des Jahres aus.
Nummus war in der Tribus Maecia eingeschrieben.